# Maimonides-Synagoge

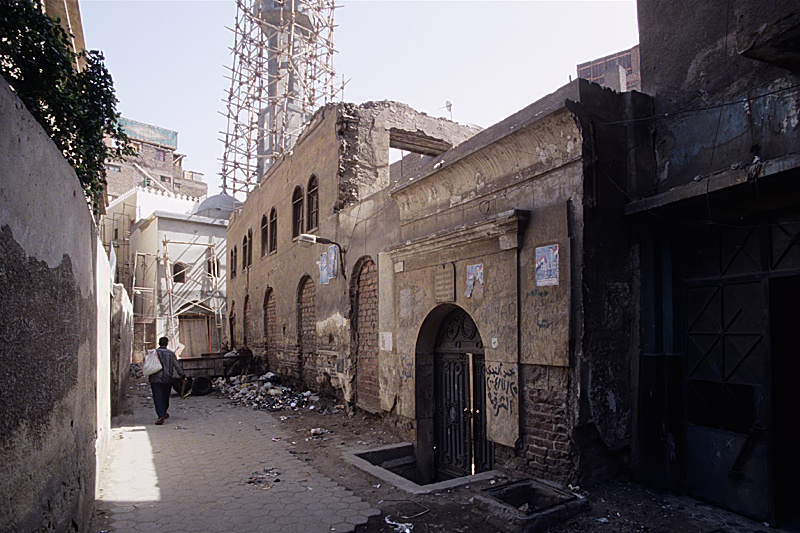
Zustand der Synagoge vor der Restaurierung

Die Synagoge des Moses Maimonides (hebräisch בית כנסת הרמב"ם Bet Knesset ha-Rambam, arabisch كنيس ابن ميمون), auch Rav-Mosche-Synagoge genannt, ist ein historisch bedeutendes jüdisches Gotteshaus im mittelalterlichen Stadtteil el-Muski der ägyptischen Hauptstadt Kairo.
Bereits im 10. Jahrhundert stand an dieser Stätte eine Synagoge, etwa zwei Jahrhunderte bevor der andalusische Philosoph, Arzt und Astronom Maimonides von den Almohaden aus Córdoba vertrieben wurde, nach Ägypten zog und in der hier benachbarten Jeschiwa studierte und arbeitete. Gemäß örtlicher Tradition wurde er hier für kurze Zeit begraben, bevor seine Gebeine nach Tiberias überführt wurden. Im 19. Jahrhundert wurde die Synagoge wiedererrichtet, damals galt ihre Umgebung als das „Judenviertel“ (Haret el-Yahoud). Der Synagoge und ihrer zugehörigen Jeschiwa wurden wundersame Heilkräfte zugeschrieben.
Bis zum Verbot der Praxis durch die ägyptische Regierung 1948 wurden in der Synagoge heilungsbedürftige Personen in einem unteren Raum der Synagoge zum Schlafen gelegt, damit sie von Maimonides träumen konnten, was ihnen bei der Besserung helfen sollte. Nach der Vertreibung mehrerer Tausend Juden aus Ägypten im Zuge des Sueskrieges 1956 wurde die Maimonides-Synagoge geschlossen. Zuletzt wurde sie in den 1960er Jahren genutzt, und danach dem Verfall preisgegeben. Sie befand sich inmitten eines Slums mit großen Müllentsorgungsproblemen und stand aufgrund des Grundwassers und von Erdbeben kurz vor dem Einsturz. 1992 brach die Decke zusammen, obwohl die Synagoge 1986 offiziell zu einem Altertum erklärt wurde. 2005 hatte der Toraschrein eine gebrochene Tür, und der noch sichtbare Davidstern hing lediglich an einem Faden.
Von Juni 2009 bis März 2010 wurde die Synagoge unter Leitung von Zahi Hawass, Vorsitzender des Obersten Rats für Altertümer, für 2 Millionen Dollar restauriert. Der israelische Botschafter in Ägypten, Zvi Mazel, erklärte zum Abschluss, dass die ursprünglichen Farben perfekt wiederhergestellt worden seien. Die Einweihungsfeier, bei der zahlreiche ägyptische Juden aus der europäischen Diaspora kamen, fand am 7. März 2010 statt, die offizielle Eröffnungsfeier durch die Regierung wurde jedoch abgesagt, da laut Hawass „Juden in der Synagoge tanzten und Alkohol trinken“ würden, was eine „Provokation für Millionen von Moslems in Ägypten und der Welt“ darstelle. Später beschrieb er die Absage als einen „Schlag ins Gesicht des zionistischen Feindes“.